# جون أوسوليفان (لاعب كريكت)
جون أوسوليفان (11 مايو 1918 في نيوزيلندا - 17 يوليو 1991) (بالإنجليزية: John O'Sullivan)‏ هو لاعب كريكت نيوزلندي.

## وصلات خارجية
- جون أوسوليفان على موقع إي آس بي آن كريك إنفو (الإنجليزية)